# Duncan Smith
Duncan Smith, né le 31 mars 1975, est un coureur cycliste australien.

## Palmarès
- 1997
  - 6e étape de la Commonwealth Bank Classic
- 1999
  - 4e du Tour Down Under